# Vitol
Tập đoàn Vitol là một công ty thương mại năng lượng và hàng hóa của Hà Lan, được thành lập tại Rotterdam vào năm 1966 bởi Henk Viëtor và Jacques Detiger.  Vitol có 40 văn phòng trên toàn thế giới và hoạt động lớn nhất tại Geneva, Houston, London và Singapore. Với doanh thu 152 tỷ đô la trong năm 2016, đây là công ty kinh doanh năng lượng độc lập lớn nhất thế giới và sẽ đứng thứ 8 trong danh sách Fortune Global 500. Công ty vận chuyển hơn 350 triệu tấn dầu thô mỗi năm và kiểm soát 250 siêu tàu chở dầu và các tàu khác để vận chuyển hàng hóa trên khắp thế giới. Trung bình công ty xử lý hơn 7 triệu thùng dầu và các sản phẩm mỗi ngày - gần tương đương với mức tiêu thụ hàng ngày của Nhật Bản - nước tiêu thụ dầu lớn thứ ba thế giới sau Hoa Kỳ và Trung Quốc.

## Số liệu
Năm 2016, Vitol giao dịch:
- Dầu: 351 triệu tấn dầu thô và sản phẩm
- Khí đốt tự nhiên: hơn 20 tỷ mét khối khí trên toàn cầu
- LPG: 10 triệu tấn
- Naphtha: 27 triệu tấn
- Xăng: 1 triệu thùng xăng giao dịch mỗi ngày
- Than: hơn 30 triệu tấn
- Công suất: 102 TWh doanh số bán điện
- Carbon: 108 mm tấn hợp đồng khí thải carbon
- Methanol: 1,4 triệu tấn
- Hóa chất: 4 triệu tấn (Benzen và Paraxylene)